# Франческо II Кріспо
Франческо II (італ. Francesco II Crispo; 1417 — 1463) — 16-й герцог Архіпелагу (Наксосу) в 1463 році.

## Життєпис
Походив з веронського роду Кріспо. Онук Франческо I, герцога Архіпелагу, син Нікколо, сеньйора Сіросу і Сантаріні, та Євдокії Комніни (з лінії Трапезундських Великих Комнінів). Народився 1417 року на Сіросі. Про молоді роки обмаль відомостей.
Після смерті батька 1450 року успадкував Сірос і Санторині. Водночас став молодшим співрегентом (разом зі стрийком Гульєльмо) при герцогу Джан Джакомо. Після смерті останнього 1453 року Гульєльмо став новим герцогом, а Франческо офіційним спадкоємцем.
Успадкував владу 1463 року. Втім на той час він був вже дуже хворим. Вирішив їхати на лікування до Короні (Пелопоннес), але на шляху помер. Йому спадкував малолітній син Джакомо III.

## Родина
Дружина — Петронілла Бембо, венеціанська аристократка
- Джакомо (д/н—1480), 17-й герцог Архіпелагу
- Джованні (д/н—1494), 18-й герцог Архіпелагу